# George de Fretes
George de Fretes (Bandung, 23 de diciembre de 1921-Los Ángeles, California, Estados Unidos, 19 de noviembre de 1981) fue un cantante y músico indonesio que se hizo famoso en los Países Bajos. Al igual que sus compatriotas como Ming Luhulima y Rudi Wairata, encontró su la popularidad interpretando la música hawaiana en casi toda Europa.

## Biografía
Nació en Bandung en las Islas Molucas, Indonesia, el 23 de diciembre de 1921. Estuvo casado con Joyce Aubrey y juntos tuvieron una hija llamada Wanda, que nació en Bandung, Indonesia, en 1946. Actualmente su hija es una artista musical. En 1952, de Fretes y Aubrey, se divorciaron y ella se trasladó a los Países Bajos con su hija Wanda. Aubrey se unió a la banda musical Mena Moeria Minstrels, como su vocalista principal. La banda estaba encabezada por Ming Luhulima. Se cree además que George de Fretes llegó a los Países Bajos en barco llamado Johan Barneveld como polizón en 1958.

## Carrera
George de Fretes fue un multinstrumentista. Además un experto en la guitarra, que también tocaba el violín, la trompeta y el saxofón. Él se convirtió en un artista muy popular en los Países Bajos y al igual que Luhulima, había ganado  fama por allí. Junto con Luhulima, era también responsable de interpretar la música portuguesa y holandesa, ya que en ambas fusiones musicales les denominó kroncong. También aprendió las técnicas musicales de Rudi Wairata en la guitarra hawaiana.
En 1960, lanzó un EP bajo el sello Fontana, en la que lanzó su primer tema musical titulado "OelateZ Ou". Aparte de él, en esta canción también participa Joyce Aubrey y Bill Toma en la voz. En 1966, se unió a Tielman Brothers por un tiempo y con quienes realizó giras. También en 1966, grabó un disco con Frank Valdor. Más adelante se trasladó a los Estados Unidos○3 de forma permanente. Alrededor de los años 1970 y 1971, se unió a Hula Girl, que fue lanzado bajo la etiqueta de Eclipse. Este fue en realidad una reedición de su álbum anterior titulado "Aloha Keakua", lanzado bajo la etiqueta de Omega. 
En septiembre de 2010, su hija Wanda realizó un viaje desde California para participar en el tercer Festival de "Chanos International Steel Guitar aka CISGF", que se celebró en Chanos-Curson, Francia. Allí recibió una guitarra por el Salón Europeo de la adjudicación de la Fama, como un homenaje a su padre.

## Su muerte
Falleció el 19 de noviembre de 1981. Está enterrado en el cementerio de "Forest Lawn Memorial Park", un condado de Los Ángeles, California. Fue enterrado junto a su ídolo Sol Hoʻopiʻi.

## Discografía
George de Fretes
- George de Fretes - Krontjong Nusantara - Decca 6861 050
- George de Fretes - Indonesian Folklore - Decca XBY 846 519

The Royal Hawaiian Minstrels
- George de Fretes & His Royal Hawaiian Minstrels  – Hawaiian Paradise - Decca – NP 356 001
- George de Fretes and his Royal Hawaiian Minstrels  – Aloha Keakoa - Omega 333 075
- Royal Hawaiian Minstrels O.l.v. George de Fretes met zang van: Wanda, Sita en de Samoa Voices - Royal Hawaiian Minstrels O.l.v. George de Fretes met zang van: Wanda, Sita en de Samoa Voices - Iris Records 15042

George de Fretes En Zijn Suara Istana
- George de Fretes En Zijn Suara Istana – Heimwee Naar Insulinde - Decca 625 372 QL - (1966)[6]

## Discografía en discos compactos
George de Fretes
- George de Fretes - Heimwee Naar Insulinde - Decca 834480-2 - (1988) (compact disc)

The Royal Hawaiian Minstrels
- The Royal Hawaiian Minstrels Conducted by George de Fretes With The Samoa Voices  – Beautiful Hawaii: The Most Beautiful Hawaiian Songs - PMF Records – 90 533-2 - (1991) (compact disc)[6]